# Войват
Войват — река в России, течёт по территории Удорского района Республики Коми и Верхнетоемского района Архангельской области. Левый приток реки Поч.
Длина реки составляет 24 км.
Исток находится в лесной болотистой местности на высоте 158 м над уровнем моря северо-восточнее озера Кыльмовское. Генеральным направлением течения является юго-восток. Впадает в Поч на высоте 111 м над уровнем моря.

## Данные водного реестра
По данным государственного водного реестра России относится к Двинско-Печорскому бассейновому округу, водохозяйственный участок реки — Мезень от истока до водомерного поста у деревни Малонисогорская. Речной бассейн реки — Мезень.
Код объекта в государственном водном реестре — 03030000112103000046460.